# Halbstetigkeit
In der Mathematik heißt eine reellwertige Funktion {\displaystyle f} oberhalbstetig (oder halbstetig von oben) in einem Punkt {\displaystyle x}, wenn die Funktionswerte für Argumente nahe bei {\displaystyle x} von {\displaystyle x} ausgehend nicht nach oben springen. Wenn die Funktionswerte nicht nach unten springen, dann heißt die Funktion unterhalbstetig in {\displaystyle x} (oder halbstetig von unten).

## Definition

Oberhalbstetige Funktion (der vollausgefüllte blaue Punkt gibt an)

Sei {\displaystyle X} ein topologischer Raum, {\displaystyle x} in {\displaystyle X} und {\displaystyle f\colon X\to \mathbb {R} } eine reellwertige Funktion. {\displaystyle f} heißt in {\displaystyle x_{0}} oberhalbstetig, wenn für jedes {\displaystyle \varepsilon >0} eine Umgebung {\displaystyle U} von {\displaystyle x_{0}} existiert, so dass {\displaystyle f(y)<f(x_{0})+\varepsilon } für alle {\displaystyle y} in {\displaystyle U} gilt. Ist {\displaystyle X} ein Raum, in dem jede folgenstetige Funktion auch stetig ist, etwa ein metrischer Raum, so ist {\displaystyle f} genau dann oberhalbstetig in {\displaystyle x}, falls
{\displaystyle \limsup _{y\to x}f(y)\leq f(x)}.
{\displaystyle f} heißt oberhalbstetig auf einer Teilmenge {\displaystyle M} von {\displaystyle X}, wenn sie in jedem Punkt {\displaystyle x_{0}\in M} oberhalbstetig ist. Ist dabei {\displaystyle M} der ganze topologische Raum {\displaystyle X}, so heißt {\displaystyle f} oberhalbstetig.

Unterhalbstetige Funktion (der vollausgefüllte blaue Punkt gibt an)

Analog heißt {\displaystyle f} im Punkt {\displaystyle x_{0}} unterhalbstetig, wenn für jedes {\displaystyle \varepsilon >0} eine Umgebung {\displaystyle U} von {\displaystyle x_{0}} existiert, so dass {\displaystyle f(y)>f(x_{0})-\varepsilon } für alle {\displaystyle y} in {\displaystyle U}. Ist {\displaystyle X} ein Raum, in dem jede folgenstetige Funktion auch stetig ist, etwa ein metrischer Raum, so ist {\displaystyle f} genau dann unterhalbstetig in {\displaystyle x}, falls
{\displaystyle \liminf _{y\to x}f(y)\geq f(x)}.
{\displaystyle f} heißt unterhalbstetig auf einer Teilmenge {\displaystyle M} von {\displaystyle X}, wenn sie in jedem Punkt {\displaystyle x_{0}\in M} unterhalbstetig ist. Ist dabei {\displaystyle M} der ganze topologische Raum {\displaystyle X}, so heißt {\displaystyle f} unterhalbstetig.
Zusammenhang der beiden Halbstetigkeitsbegriffe: Die Funktion {\displaystyle f} ist genau dann oberhalbstetig in {\displaystyle x_{0}\in X} bzw. auf {\displaystyle M\subseteq X} wenn {\displaystyle -f} unterhalbstetig in {\displaystyle x_{0}\in X} bzw. auf {\displaystyle M\subseteq X} ist.

## Beispiele
Die Funktion {\displaystyle f} mit {\displaystyle f(x)=0} für {\displaystyle x<0} und {\displaystyle f(x)=1} für {\displaystyle x\geq 0} ist oberhalbstetig, aber nicht unterhalbstetig in {\displaystyle x=0}.
Denn entfernt man sich mit den Argumenten in negative Richtung von der 0, dann springen die Funktionswerte plötzlich von 1 auf 0, aber sie springen nicht nach oben, egal wohin man sich entfernt.
Die Gaußklammer ist oberhalbstetig, denn sie verhält sich an jeder ganzen Zahl so wie die eben beschriebene Funktion {\displaystyle f}.

## Eigenschaften
Eine Funktion {\displaystyle f} ist stetig in {\displaystyle x_{0}} genau dann, wenn sie dort halbstetig von oben und von unten ist. Dies folgt aus einer Umformulierung der Stetigkeitsbedingung, welche lautet, dass es zu jedem {\displaystyle \varepsilon >0} ein {\displaystyle \delta >0} gibt, sodass für alle {\displaystyle x} aus der {\displaystyle \delta }-Umgebung von {\displaystyle x_{0}} die Ungleichung {\displaystyle |f(x)-f(x_{0})|<\varepsilon } gilt. Diese ist äquivalent zu {\displaystyle -\varepsilon \leq f(x)-f(x_{0})\leq \varepsilon }. Hier bedeutet das linke Ungleichheitszeichen die untere Halbstetigkeit und das rechte Ungleichheitszeichen die obere Halbstetigkeit.
Sind {\displaystyle f} und {\displaystyle g} zwei in {\displaystyle x} oberhalbstetige Funktionen, dann ist auch ihre Summe {\displaystyle f+g} in {\displaystyle x} oberhalbstetig. Sind beide Funktionen nichtnegativ in einer Umgebung von {\displaystyle x}, dann ist auch das Produkt {\displaystyle fg} in {\displaystyle x} oberhalbstetig. Die Multiplikation einer positiven oberhalbstetigen Funktion mit einer negativen reellen Zahl ergibt eine unterhalbstetige Funktion.
Ist {\displaystyle D} eine kompakte Menge (zum Beispiel ein abgeschlossenes Intervall {\displaystyle [a,b]} mit reellen Zahlen {\displaystyle a<b}) und {\displaystyle f\colon D\to \mathbb {R} } oberhalbstetig, dann hat {\displaystyle f} ein Maximum auf {\displaystyle D}. Analoges gilt für eine unterhalbstetige Funktion und ihr Minimum.
Sind die Funktionen {\displaystyle f_{n}\colon X\to \mathbb {R} } (für alle {\displaystyle n\in \mathbb {N} }) unterhalbstetig und ihr Supremum
{\displaystyle f(x):=\sup\{f_{n}(x):n\in \mathbb {N} \}}
kleiner als {\displaystyle \infty } für jedes {\displaystyle x} in {\displaystyle X}, dann ist {\displaystyle f} unterhalbstetig. Selbst wenn alle {\displaystyle f_{n}} stetig sind, muss {\displaystyle f} aber nicht stetig sein.

## Alternative Beschreibung
Durch eine geeignete Wahl einer Topologie auf {\displaystyle \mathbb {R} } können oberhalbstetige und unterhalbstetige Funktionen als stetige Funktionen aufgefasst werden, und somit lassen sich einige der Eigenschaften direkt aus allgemeinen Aussagen aus der Topologie herleiten.
{\displaystyle O_{<}:={\Big \{}\left]-\infty ,a\right[;a\in \mathbb {R} \cup \{+\infty \}{\Big \}}\cup \{\varnothing \}} ist eine Topologie auf {\displaystyle \mathbb {R} }. Sei {\displaystyle (X,O)} ein topologischer Raum. Eine Funktion {\displaystyle f\colon X\to \mathbb {R} } ist genau dann oberhalbstetig, wenn {\displaystyle f} als Abbildung {\displaystyle (X,O)\to (\mathbb {R} ,O_{<})} stetig ist. 
Für unterhalbstetige Funktionen verwendet man analog die Topologie {\displaystyle O_{>}:={\Big \{}\left]a,\infty \right[;a\in \mathbb {R} \cup \{-\infty \}{\Big \}}\cup \{\varnothing \}}.

## Schwach halbstetige Funktionen
Eine Verallgemeinerung der halbstetigen Funktionen sind die schwach halbstetigen Funktionen. Sei {\displaystyle X} ein normierter Raum und {\displaystyle S\subset X} eine Teilmenge. Eine Funktion oder ein Funktional {\displaystyle f\colon X\supset S\to \mathbb {R} } heißt
- schwach unterhalbstetig auf der Menge {\displaystyle S}, wenn für jede Folge {\displaystyle (x_{n})_{n\in \mathbb {N} }} in {\displaystyle S}, die schwach gegen ihren schwachen Grenzwert {\displaystyle {\tilde {x}}\in S} konvergiert, gilt, dass

{\displaystyle \liminf _{n\to \infty }f(x_{n})\geq f({\tilde {x}})}.
- schwach oberhalbstetig auf der Menge {\displaystyle S}, wenn für jede Folge {\displaystyle (x_{n})_{n\in \mathbb {N} }} in {\displaystyle S}, die schwach gegen ihren schwachen Grenzwert {\displaystyle {\tilde {x}}\in S} konvergiert, gilt, dass

{\displaystyle \limsup _{n\to \infty }f(x_{n})\leq f({\tilde {x}})}.
Beispielsweise sind stetige quasikonvexe Funktionen schwach unterhalbstetig. Äquivalent zur schwachen Unterhalbstetigkeit einer Funktion ist, dass ihr Epigraph eine schwach folgenabgeschlossene Menge ist. Schwach unterhalbstetige Funktionen spielen eine wichtige Rolle in der Optimierung, da sie auf schwach folgenkompakten Mengen immer ein Minimum annehmen.